# Famille Soprano
 (août 2025).
Si vous disposez d'ouvrages ou d'articles de référence ou si vous connaissez des sites web de qualité traitant du thème abordé ici, merci de compléter l'article en donnant les références utiles à sa vérifiabilité et en les liant à la section « Notes et références ».
La famille Soprano est une famille de fiction et la famille principal de la série d'HBO Les Soprano. Elle est mise en scène par David Chase dans Les Soprano et The Many Saints of Newak.

## Principaux membres
- Ercole Soprano (dates de naissance et de décès inconnus), italien, père de Corrado, Sr. et de Frank
- Frank Soprano (dates de naissance et de décès inconnus), frère de Corrado, Sr.
- Corrado Soprano, Sr. (1895-1974), émigré italien, père de Johnny, Junior et Eckley-Mariangela Soprano (1900-1992), émigrée italienne, mère de Johnny, Junior et Eckely
  - Junior Soprano (né en 1929), italo-américain, frère de Johnny
  - Ercole "Eckley" Soprano (1923-1985/6), italo-américain, frère de Johnny et Junior
  - Johnny Soprano (1924-1986), italo-américain, mort d'une emphysème pulmonaire-Livia Soprano (1929-2000), italo-américaine, meurt d'un accident vasculaire cérébral, mère de Tony, Barbara et Janice
  - Barbara Soprano (né en 1965)
  - Janice Soprano (née en 1957)-Bobby Baccalieri (1959-2007), abattu par deux tueurs à gage
  - Tony Soprano (né en 1959)-Carmela Soprano (né en 1960)
    - Meadow Soprano (né en 1982)
    - Anthony Soprano, Jr. (né en 1986)